# ジャンルーカ・フランゾーニ
ジャンルーカ・フランゾーニ（伊: Gianluca Franzoni）は、イタリアのチョコレートブランド「ドモーリ」の創業者である。1997年にドモーリ社を設立した。

## 来歴
イタリア・ボローニャ生まれ。大学卒業後、コンサルタントとして訪れたベネズエラでカカオの魅力を知ると同時に、素晴らしいカカオ豆が注目されずに放置されている現状を目の当たりにし、本格的にカカオの研究を始める。アマゾンの原生林など世界各地を訪れ、絶滅しそうなカカオの品種を復活させ、その土地にあったカカオを育てた。カカオの生産に関わる人々が十分に満足する事、そしてカカオの特徴を最大限に活かすチョコレートを作る事に情熱を向け、その研究により多くの品種別チョコレートを生みだした。そしてドモーリを離れた今もなおカカオの研究への情熱は衰えず、世界中のチョコレート愛好家に評価されている。

## ドモーリ
ドモーリは、小説家時代のペンネーム「マック・ドモーリ」にちなんで名付けられた。その後「ドモーリ」は名だたるチョコレートのコンクールで金賞を受賞し、世界中のショコラティエやチョコレート愛好家から称賛されているチョコレートブランドに成長する。